# Minnie Dean
Williamina "Minnie" McCulloch Dean (2 de septiembre de 1844 - 12 de agosto de 1895) fue una mujer escocesa, asentada en Nueva Zelanda, y asesina en serie que fue condenada a pena de muerte por infanticidio y ejecutada en la horca. Es la única mujer en la historia de Nueva Zelanda en ser condenada a esa pena.

## Historia
Minnie McCulloch nació el 2 de septiembre de 1844 en Greenock, Escocia, no se sabe exactamente cuando llegó a Nueva Zelanda pero por la década de 1860 ya estaba viviendo en Invercargill. En el año 1872 contrae matrimonio con el dueño de una posada, Charles Dean. Los dos vivían en Etal Creek, luego por la fiebre del oro se mudaron a Riverton y cuando esta terminó la pareja empezó a tener que hacer frente a problemas financieros. Charles Dean comenzó a dedicarse a la cría de cerdos, mientras que Minnie por su parte se dedicó a cuidar niños, adoptando niños no deseados para cuidarlos a cambio de dinero. En ese tiempo era muy común que mujeres criaran niños ajenos en casas que servían como guarderías: no se disponía de métodos anticonceptivos y muchas mujeres jóvenes terminaban teniendo hijos antes del matrimonio, y para no quedar mal ante su familias y las demás personas, terminaban entregándolos a personas como Minnie para que los criasen por un tiempo o se los vendían por sumas de dinero semanales o globales. Se cree que Dean fue responsable por la adopción de al menos nueve niños.
La mortalidad infantil era un problema grave en esa época, y varios niños al cuidado de Minnie murieron por diversas enfermedades misteriosas. Nunca fue juzgada por esas muertes pero se ganó la desconfianza de la comunidad, por lo que comenzaron a circular rumores de malos tratos hacia los niños. Otros niños al cuidado de Dean empezaron a desaparecer sin explicaciones y eso hizo que se iniciara una investigación pero en ese tiempo no existía ningún registro de los niños que eran adoptados por personas como Dean, por lo que era imposible probar las desapariciones.
En 1895 Dean fue vista a bordo de un tren llevando a un bebé en una caja de sombrero, y los porteros del tren declararían más tarde que Dean bajó del tren con la caja del sombrero ya sin el bebé. Una mujer también declararía que había dado su nieta a Dean. Se inició una búsqueda en la línea férrea sin que se encontrara ningún rastro del bebé, pero Dean fue arrestada y acusada de asesinato. La policía registró el jardín de Dean y se encontraron tres cuerpos (dos bebés y un niño de aproximadamente tres años), y se determinó que uno de los bebés murió por asfixia mientras que el otro murió por sobredosis de láudano. La causa de la muerte del tercero no fue determinada pero de todos modos la acusaron de su asesinato.
En su juicio el abogado de Dean, Alfred Hanlon, sostuvo que las muertes fueron accidentales, y que Dean había ocultado los cuerpos para evitar la publicidad negativa que ya estaba recibiendo. Sin embargo, el 21 de junio de 1895, Dean fue declarada culpable de asesinato y condenada a muerte. Su marido nunca fue juzgado. El 12 de agosto de ese mismo año, fue colgada por el verdugo oficial, Tom Long, en Invercargill, en la intersección de Spey y Leven, en lo que hoy es el aparcamiento Noel Leeming. Ella es la única mujer que ha sido ejecutada en Nueva Zelanda, y como la pena de muerte fue abolida en Nueva Zelanda, es probable que conserve esta distinción. Está enterrada en Winton, con su marido. Antes de morir, sus últimas palabras fueron: «No, no tengo nada que decir, salvo que soy inocente».